# Mojokumpul
Mojokumpul is een bestuurslaag in het regentschap Mojokerto van de provincie Oost-Java, Indonesië. Mojokumpul telt 2506 inwoners (volkstelling 2010).